# Rafael (ur. 1989)
Rafael Pires Monteiro (ur. 23 czerwca 1989 w Coronel Fabriciano) – brazylijski piłkarz występujący na pozycji bramkarza, od 2023 roku zawodnik São Paulo.